# 6Б47

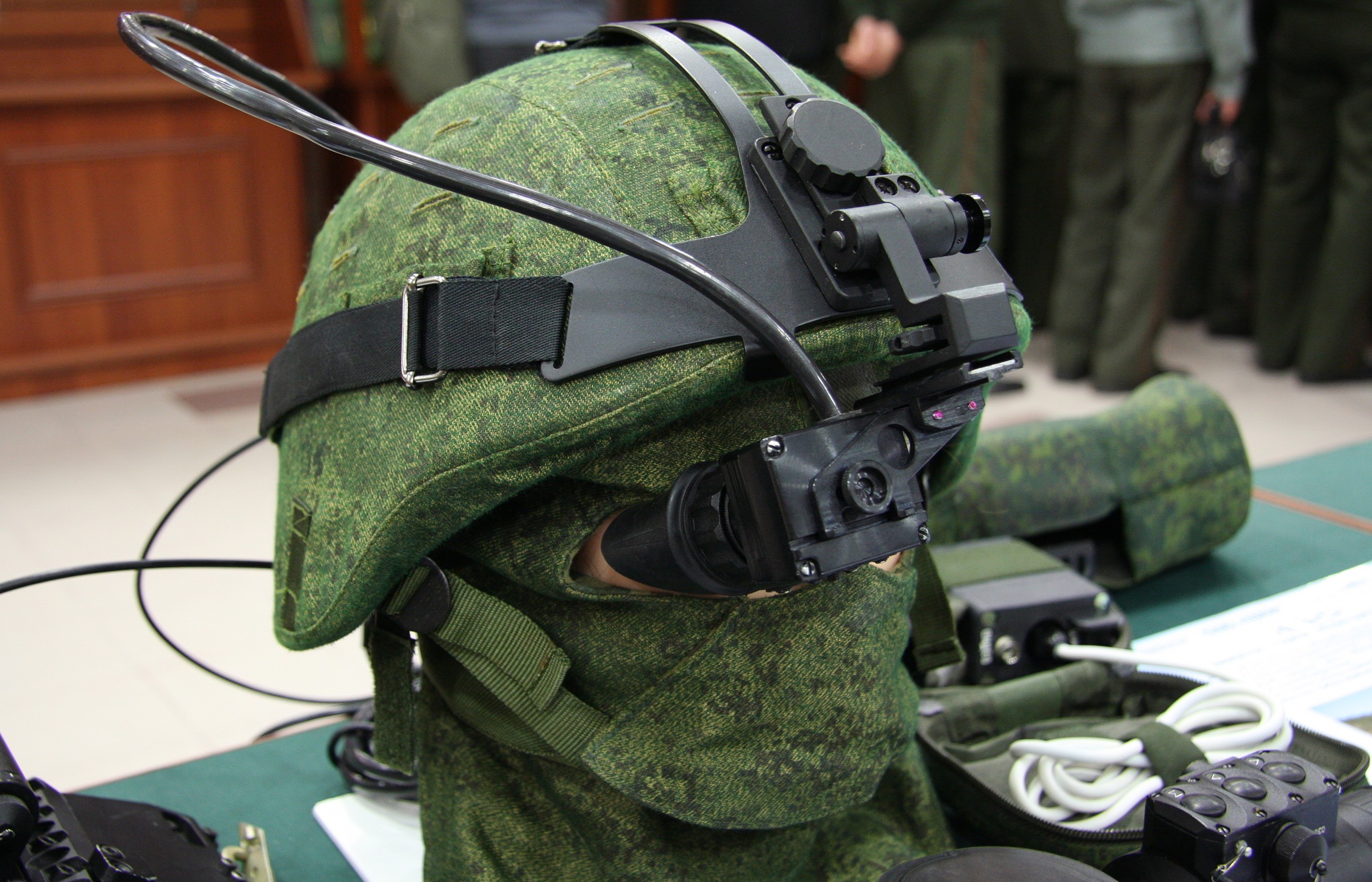
Шлем 6Б47 с креплениями для приборов

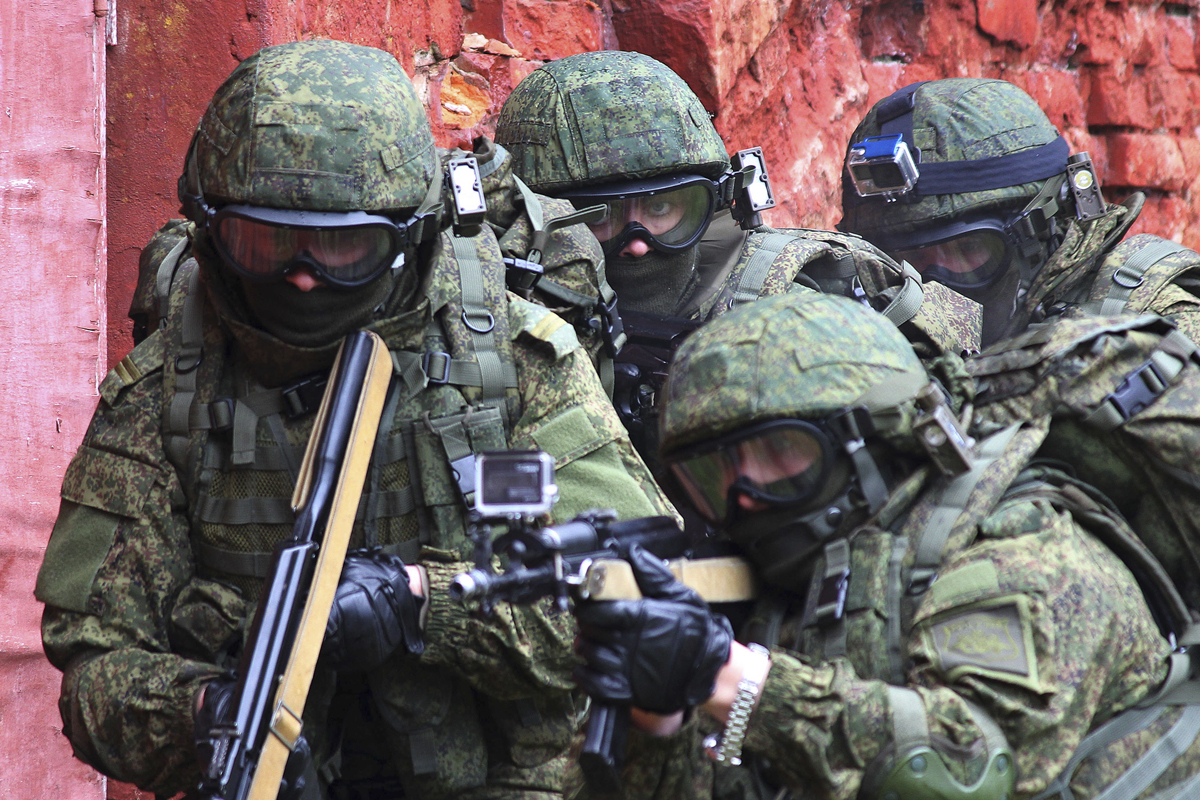
Солдаты Вооружённых сил Российской Федерации в шлемах 6Б47

6Б47 — единый войсковой броневой шлем Вооружённых сил Российской Федерации.
Шлем 6Б47 входит в состав экипировки «Ратник» производства предприятия ЦНИИточмаш. Разрабатывается центром «Армоком» с 2011 года. Шлем изготовлен из тканевых материалов на основе микрофиламентных арамидных нитей. Обеспечивает возможность использования штатных средств связи, крепление приборного оснащения и сочетается со средствами защиты органов слуха, зрения, дыхания.
Генеральный директор центра высокопрочных материалов «Армированные композиты» (АРМОКОМ) Евгений Харченко заявил, что экспертами центра испытаний DuPont в 2015 году признан лучшим лёгким шлемом в мире. Данное утверждение также встречается на различных сайтах по продаже вооружения, но на сайте DuPont его нет.

## Характеристики
Шлем 6Б47 обеспечивает защиту от:
- 9-мм пуль патронов 57-Н-181С пистолета ПМ с расстояния 5 метров;
- имитаторов осколков (стальной шарик диаметром 6,3 мм и массой 1,05 г) при скорости не более 630 м/с.

Время непрерывного ношения изделия — не менее 24 часов при выполнении типовых задач, характерных для боевой обстановки. Шлем сохраняет свои защитные свойства при температуре от −50 до +50 °C и воздействии атмосферных осадков. Гарантийный срок хранения — не менее 8 лет, из них гарантийный срок эксплуатации — не менее 5 лет. Подтулейное устройство — ременное. Масса шлема — 1000 граммов.